# Rešerše
Rešerše (z fr. recherche, hledání) může být:
1. vyhledávání informací o určité problematice na základě konkrétního požadavku
2. soupis vyhledaných informací jako výsledek (1).

S rozvojem internetu a počítačových databází on-line se povaha rešeršní práce výrazně změnila a mnozí uživatelé si informace vyhledávají sami, pomocí počítačových vyhledávačů a databází. Odkazy na některé z nich viz níže, "Externí odkazy". Následující informace se vztahují především na profesionálně vytvářené písemné rešerše.

## Písemná rešerše
Rešerše je sekundární dokument obsahující soupis záznamů dokumentů (rešerše dokumentografická) nebo souhrn faktografických informací (rešerše faktografická), vybraných podle věcných a formálních hledisek odpovídajících rešeršnímu dotazu (tematika, časové vymezení, jazyk, druhy dokumentů).

### Druhy
- retrospektivní – jednorázový pohled zpět
- průběžné – sledování novinek

- Rešerše textu je soupis subjektivně nejdůležitějších bodů a myšlenek textu. Vytváří se tak osnova textu, která slouží k rychlému pochopení a orientaci v tématu. Jedná se o práci tvořenou z citací a parafrází, u kterých se musí dbát na zachování významu rešerše v porovnání s výchozím textem.

### Formální úprava rešerší
Podle ČSN 01 0198:
- titulní list: název instituce, rešerše č. / rok, název, MDT, klíčová slova, zadavatel, zpracovatel, datum zadání / zpracování, počet záznamů, místo, rok
- analytický list: druhy použitých dokumentů, časové vymezení, jazykové vymezení, území, uspořádání záznamů (abecedně, chronologicky, dle typu dokumentu), informační zdroje
- záznamy: anotované, pokud si přeje uživatel (záznamy je nutno uvádět ve formální úpravě předepsané normou ČSN ISO 690 Bibliografické citace. Obsah, forma a struktura a ČSN ISO 690-2 Bibliografické citace. Část 2: Elektronické dokumenty nebo jejich části)